# 大保加利亚 (中世纪)
旧大保加利亚，或称老大保加利亚、大保加利亚，是拜占庭帝国所形容的一个在庫布拉特汗统治下的君主制国家，位于伏尔加河至亚速海一带，主体民族是钦察与北高加索的保加尔人。

## 庫布拉特汗
庫布拉特汗是咄陆氏族的国王，也是保加尔人第一独立统治者。619年受洗礼。与拜占庭帝国皇帝希拉克略是好朋友，他在628年从拜占廷帝国君士坦丁堡回到老家，开始掌权。在632年之前他设法脱离突厥人的控制，从西突厥独立建国。他的旧大保加利亚持续至668年。

## 确立
630－635年，匈人后裔乌特格尔与库特利格尔也被他征服。有人认为他们打败阿瓦尔人后，势力至潘诺尼亚。首都在塔曼半岛的法納哥里亞。
不同於其他草原民族部落聯盟，他們實行絕對君主制。

## 瓦解與後繼國家
庫布拉特汗于665年死后，由他的長子巴顏繼位。在可薩人的強大壓力下，库弗拉特汗的其他兒子並未記取父親的遺訓團結對抗可薩人，反而紛紛帶領自己的部族離開。668年，舊大保加利亞終於在可萨人的壓力下瓦解。保加尔人大多离开南俄的亚速海东海岸。

### 保加利亚第一帝国
一些保加尔人于670年在阿斯巴鲁赫带领下，于679年定居在默西亚与色雷斯一带，865年接受斯拉夫语与基督教。 

### 伏尔加保加利亚
另一些保加尔人于670年在巴颜率领下前往伏尔加河卡马河流域，征服了当地属乌拉尔语族的部族，并于9世纪正式建立伏尔加保加利亚，首都保加尔市（现喀山），不过依然臣服于可萨汗国，在965年受到基辅罗斯扩张的攻击下，脱离了與可萨汗国的关系。1223年9月被蒙古成吉思汗的两员大将哲别和速不台入侵和杀掠，后成为蒙古金帐汗国（1219—1502）的臣民，之后属于喀山汗国。今天伏尔加鞑靼人与楚瓦什人也是他们后人。

### 歐諾古利亞
巴顏的黑海保加爾人繼續留在他們位於今烏克蘭境內的故鄉歐諾古利亞，但是臣服於可萨人。有人認為今日的巴尔卡尔人，就是巴顏部族的後裔。他們生活在高加索地區，说钦察语。

## 外部連結
- Old Great Bulgaria - facts and sources （页面存档备份，存于）
- 古保加利亞專業網站：古保加利亞的語言、起源、歷史與宗教，色雷斯大學伊凡·塔聶夫·伊凡諾夫教授 （页面存档备份，存于）（保加利亞語）